# Álvaro Arias
Álvaro Arias Cabal (Oviedo, España, 27 de marzo de 1969) es un lingüista e hispanista español especializado en el ámbito de la fonología, la morfología y la dialectología y profesor de la Universidad de Oviedo en el Departamento de Filología Española. Cuenta con más de un treintena de publicaciones académicas sobre fonología y gramática, tanto desde una perspectiva teórica (predominantemente funcionalista) como dialectal y sociolingüística, con especial atención al español, al gallego y al asturiano. También ha publicado estudios de historiografía lingüística y rescatado y editado literatura en asturiano de los siglos XVIII y XIX.
Desde 2007 es el coordinador de la Universidad de Oviedo del Proyecto para el estudio sociolingüístico de español de España y de América (PRESEEA), que lleva a cabo la realización del corpus oral de las ciudades de Oviedo y Gijón.
Profesor invitado en las universidades de La Habana, Oxford, Ratisbona, Nacional de Costa Rica y Brno, ha realizado, además, breves estancias como profesor visitante en más de una docena de universidades europeas.
Premio Dámaso Alonso de Investigación Filológica en 1999, ha recibido también otras distinciones por sus trabajos.

## Publicaciones (selección)[7]
- Oposición y pertinencia en Lingüística. Estudio de las funciones paradigmáticas entre invariantes. Oviedo, Universidad de Oviedo, 2000, n.º 14 de la colección «Biblioteca de filología hispánica. Series maior».
- El morfema de ‘neutro de materia’ en asturiano. Santiago de Compostela, Universidade de Santiago de Compostela, 1999, I Premio «Dámaso Alonso» de Investigación Filológica.
- Edición crítica, estudio preliminar y notas de La Judit (1770) de Juan González Villar. Uviéu, Academia de la Llingua Asturiana, 1996.
- Edición, estudio preliminar, notas e índices del Primer ensayo de un vocabulario bable (1891~1901) de Julio Somoza. Uviéu, Academia de la Llingua Asturiana, 1996, n.º 7 de la colección «Llibrería llingüística».